# Nazionale maschile di hockey su ghiaccio di Taipei cinese
La nazionale di hockey su ghiaccio maschile di Taipei cinese è controllata dalla Federazione di hockey su ghiaccio di Taiwan, la federazione taiwanese di hockey su ghiaccio, ed è la selezione che rappresenta Taiwan nelle competizioni internazionali di questo sport. Come tutte le rappresentative sportive di Taiwan, adotta il nome di Taipei cinese, e la bandiera olimpica di Taipei cinese in luogo della bandiera nazionale.